# 夏洛特·佩雷利
夏洛特·佩雷利（瑞典語：Charlotte Perrelli，1974年10月7日—），原名安娜·珍妮·夏洛特·尼尔森（瑞典語：Anna Jenny Charlotte Nilsson），瑞典女歌手，1987年出道，因在1999年欧洲歌唱大赛中胜出而一举成名。此后她发行过六首单曲和五张唱片，并在2008年再次代表瑞典出战2008年欧洲歌唱大赛。